# 카도마츠

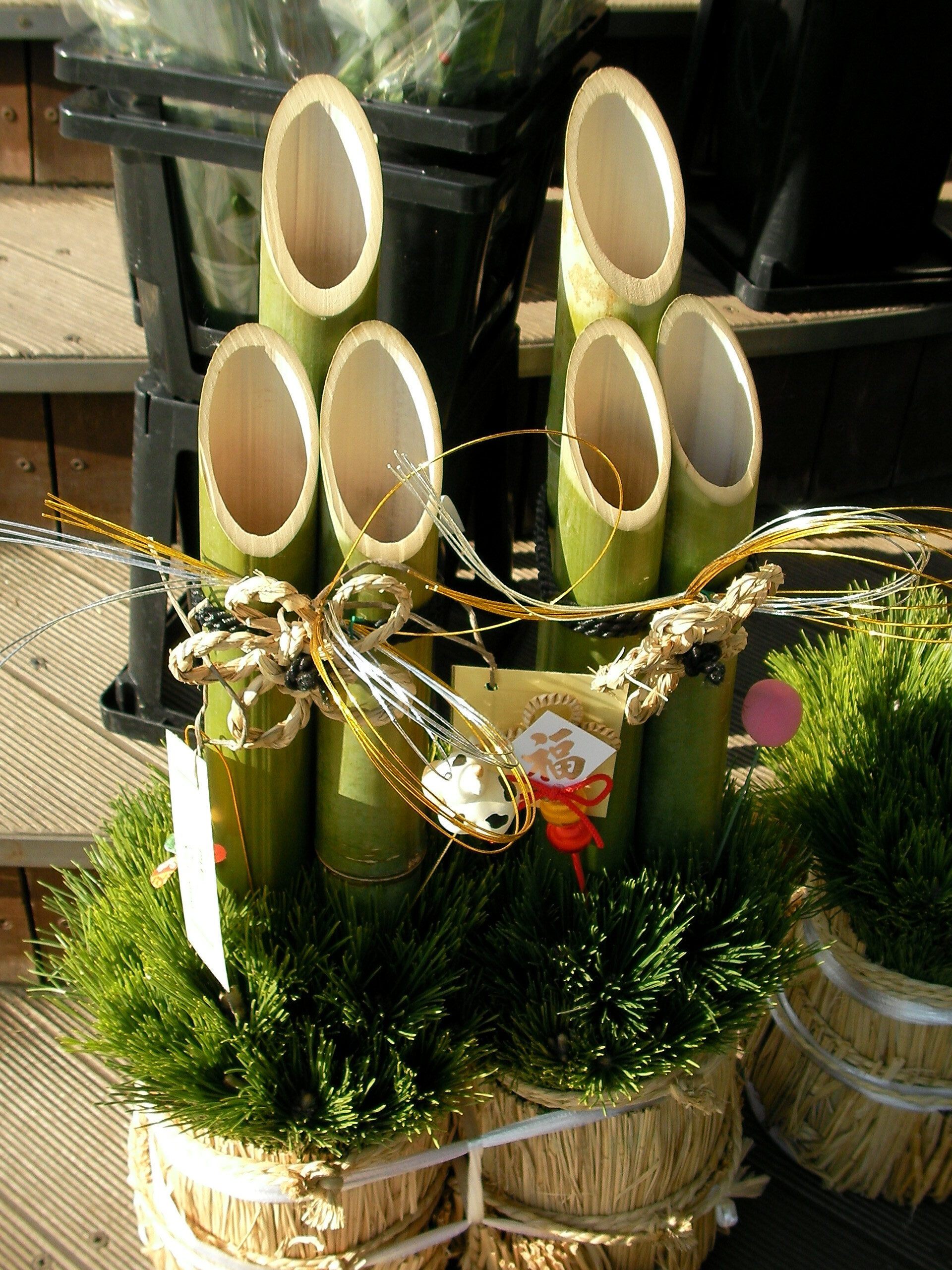
대나무로 된 카도마츠

카도마츠(일본어: 門松)는 정월에 만드는 전통 일본 장식으로, 대개 대나무와 소나무를 사용한다. 신령이 머무는 곳이라 여겨지는 물체인 요리시로의 일종이다.
역사적으로는 소나무로 만드는 경우가 많았으나, 현재는 대나무로 된 것이 더 흔하다. 카도마츠의 가운데에는 대나무 토막 세 개를 세우고, 그 주변에 소나무를 세우는 것이 일반적이다. 그 뒤에는 짚으로 된 줄로 묶어둔다. 양쪽으로 한 쌍을 배치하는 것은 각각이 남성과 여성을 상징하기 때문이다.
카도마츠의 유니코드는 U+1F38D 🎍 pine decoration이다.

## 역사
소나무는 겨울에도 늘 푸른 상록수로, 새로운 생명을 상징한다. 신이 머무는 곳이라고 믿어지는 상록수(常盤木) 중에서도 소나무는 신으로 모셔지는 나무였으며, 고대 중국에서도 생명력, 불로장수, 번영의 상징으로 여겨져 왔다.
일설에 따르면 당나라 시대에 나타나는 소나무 가지를 문에 장식하던 풍습이 헤이안 시대에 들어 일본으로 전래되었다고 한다. 그러나 중국에서는 정월에 소나무를 장식하는 지역은 적다.
헤이안 시대의 궁중에서는 "코마츠히키"(일본어: 小松引き)라는 행사가 열렸다. 코마츠히키는 정월 첫 자일(子日)에 밖으로 나가 어린 소나무를 뽑고 노는 헤이안 시대 귀족들의 놀이였다. 이때 가지고 돌아온 어린 소나무는 장수를 기원하기 위해 아껴두는 풍습이 있었는데, 카도마츠는 이러한 풍습이 변형된 것으로 추정된다. 현재도 간사이 지방의 유서 깊은 집안에서는 현관 양쪽에 네비키마츠(일본어: 根引き松)를 장식하고는 한다. 이는 뿌리가 붙어 있는 상태의 어린 소나무에, 하얀 화지로 감싼 미즈히키를 달아두는 장식이다.

## 카도마츠요시
카도마츠요시(일본어: 門松用紙)는 카도마츠를 둘 공간이 여의치 않은 가게나 주택에서, 카도마츠 대신 간소하게 문 앞에 붙이는 종이를 말한다. 카도마츠 그림에 "근하신년", "영춘"(迎春), "하정"(賀正) 같은 인사말이나, 연말연시 기간 휴무일을 같이 써놓는 경우가 많다. 기존 카도마츠의 형식에 구애되지 않는 다양한 양식의 카도마츠요시를 찾아볼 수 있고, 일본식 전통 종이인 화지를 사용한 보기 좋은 종이를 쓰기도 한다. 쵸나이카이(일본어: 町内会, 지역 주민들의 모임)나 상점 거리 단위로 배포해서 사용하기도 하지만, 소매점이나 문구점, 홈 센터에서도 구매 가능하다. 최근에는 인터넷을 통한 다운로드와 인쇄를 추천하는 지자체들도 있다.

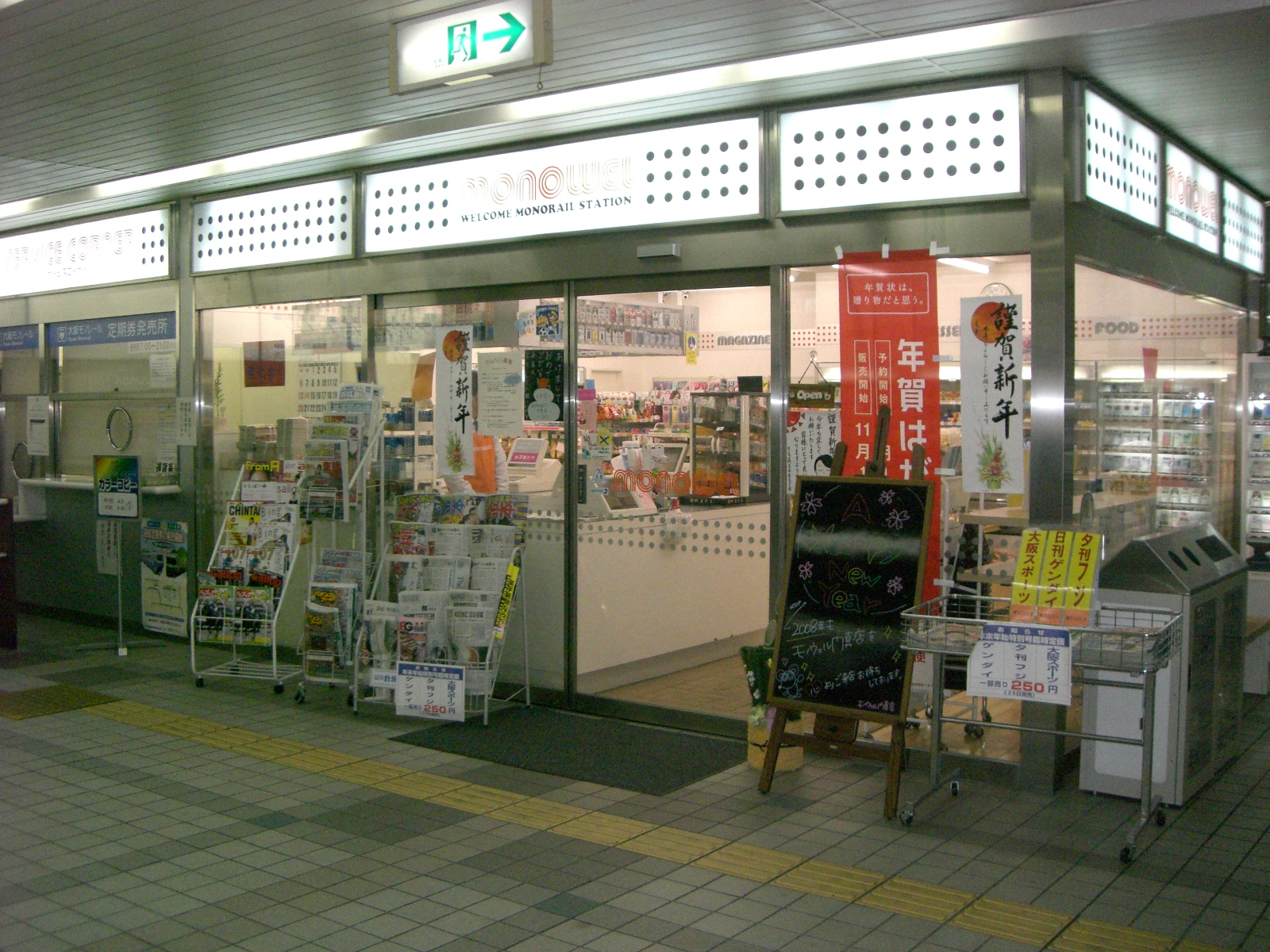
카도마츠요시를 붙여놓은 점포

## 갤러리

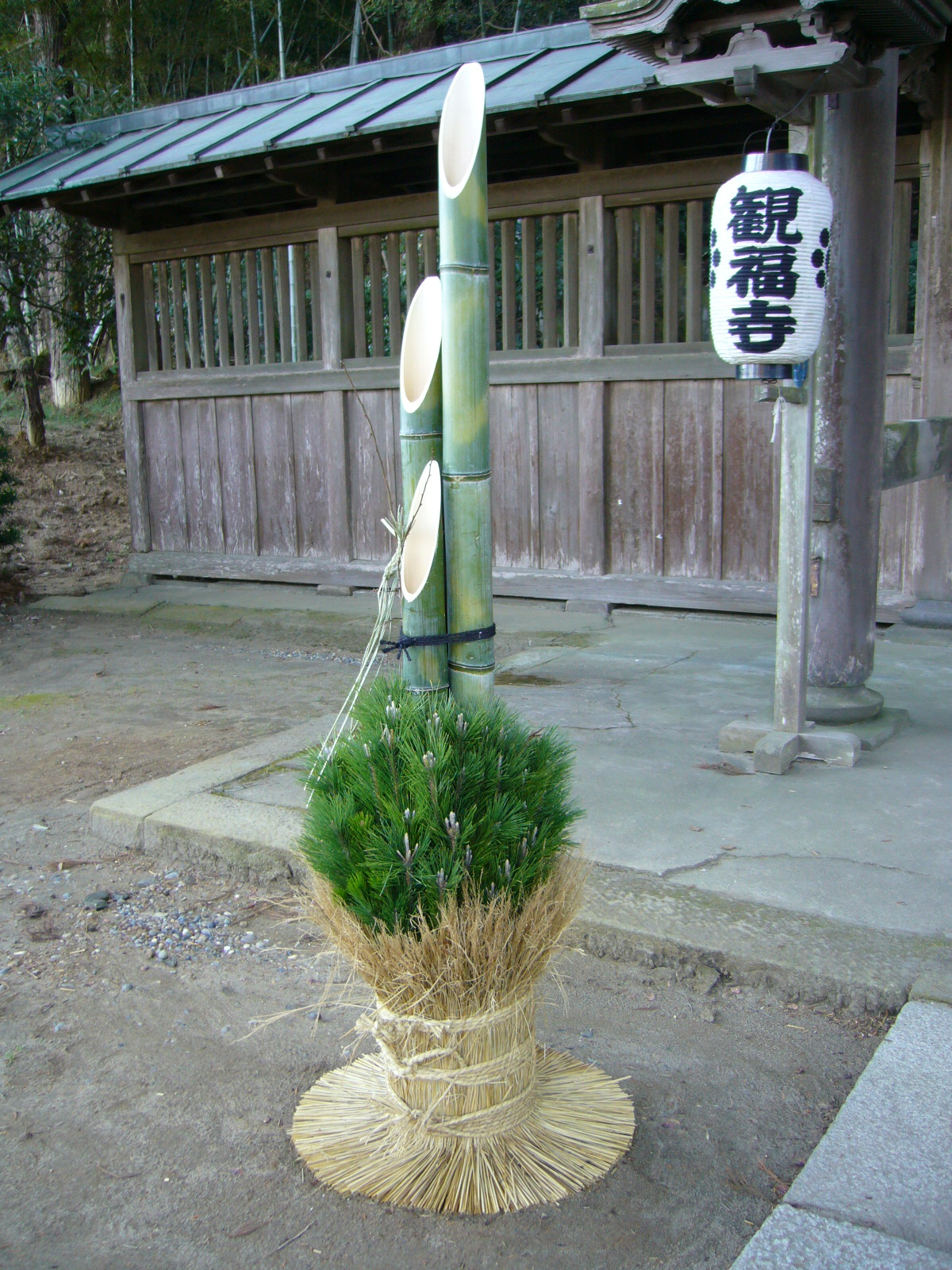
간토 지방의 카도마츠
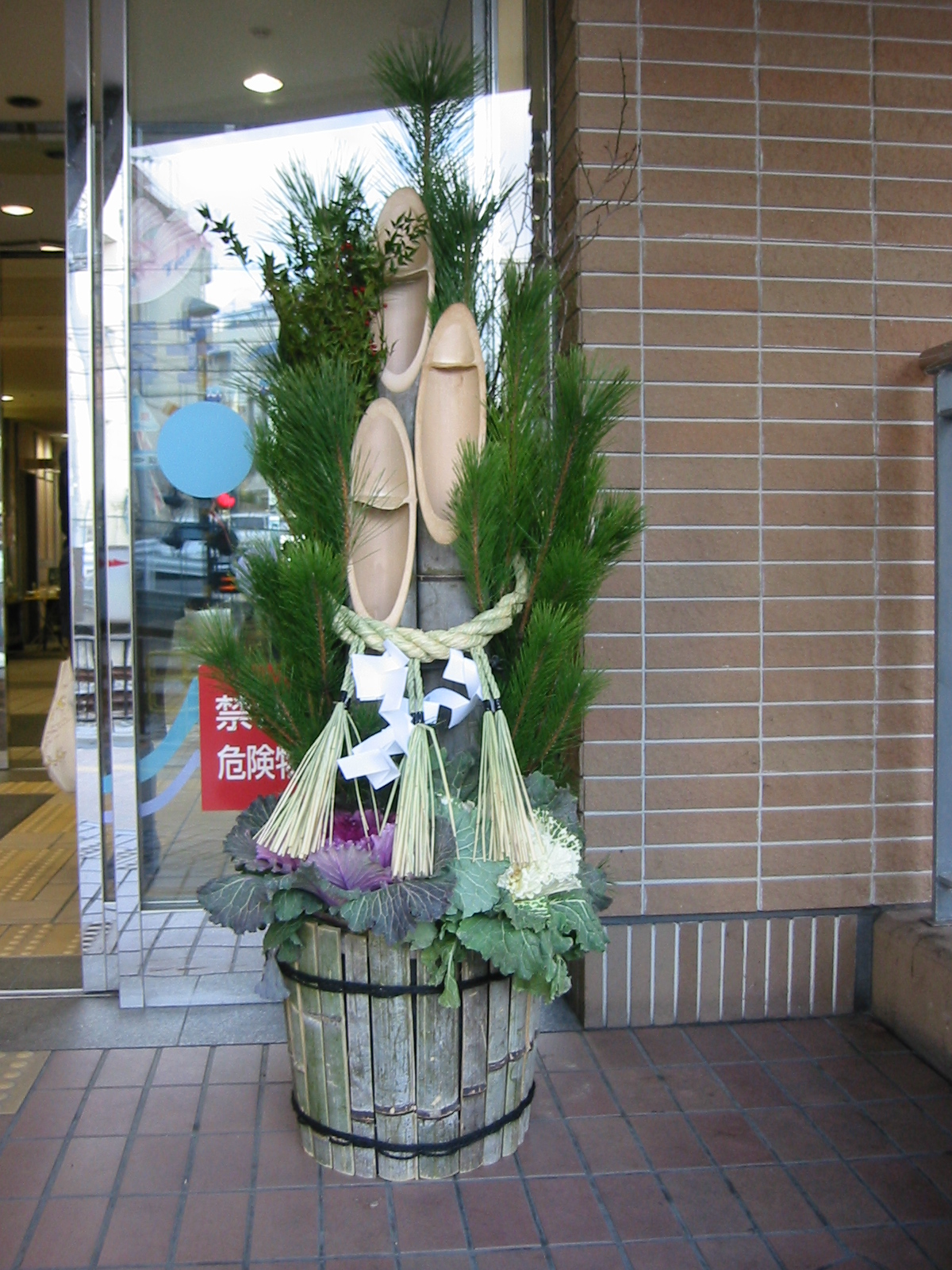
간사이 지방의 카도마츠
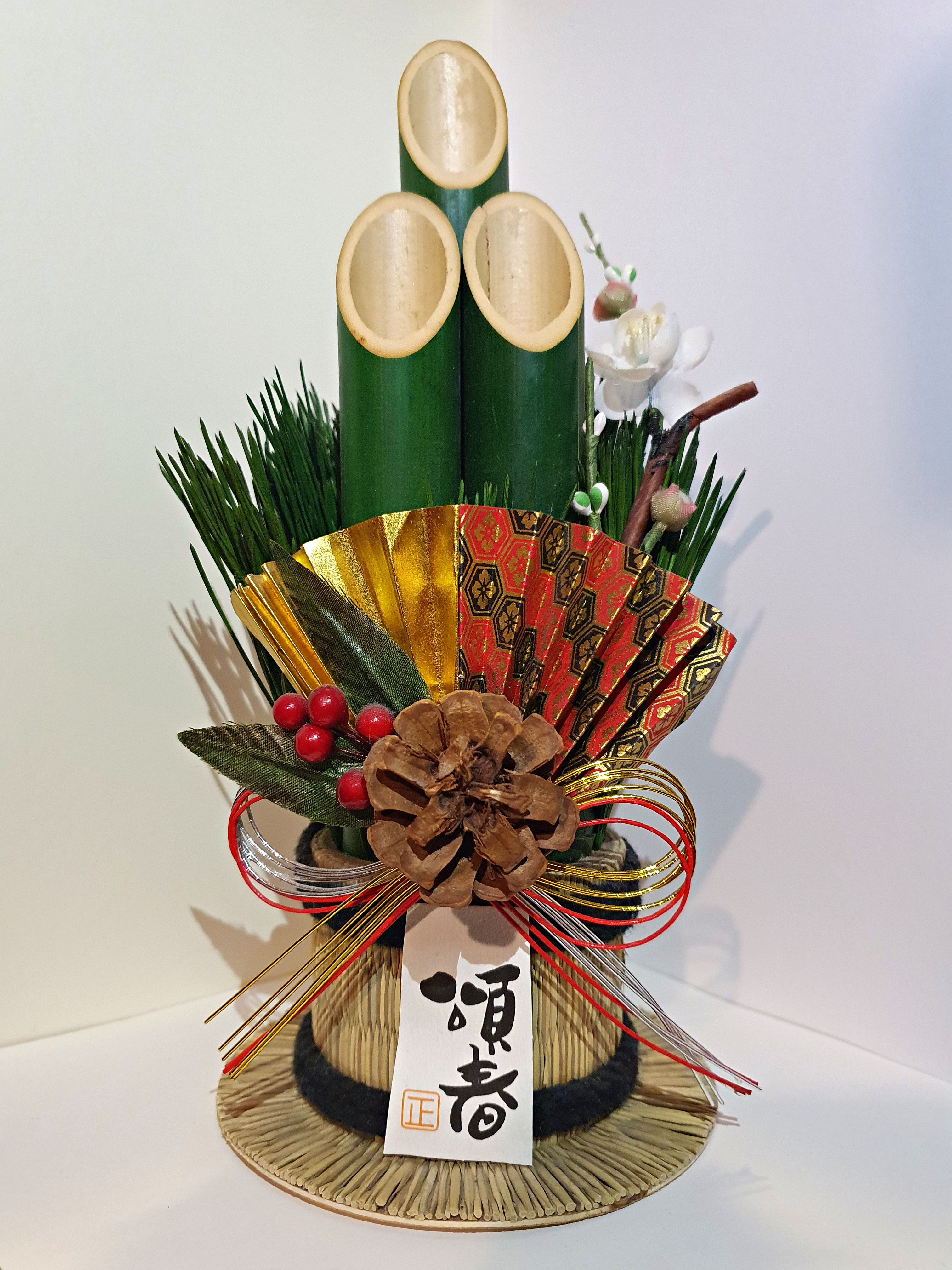
조그마한 카도마츠
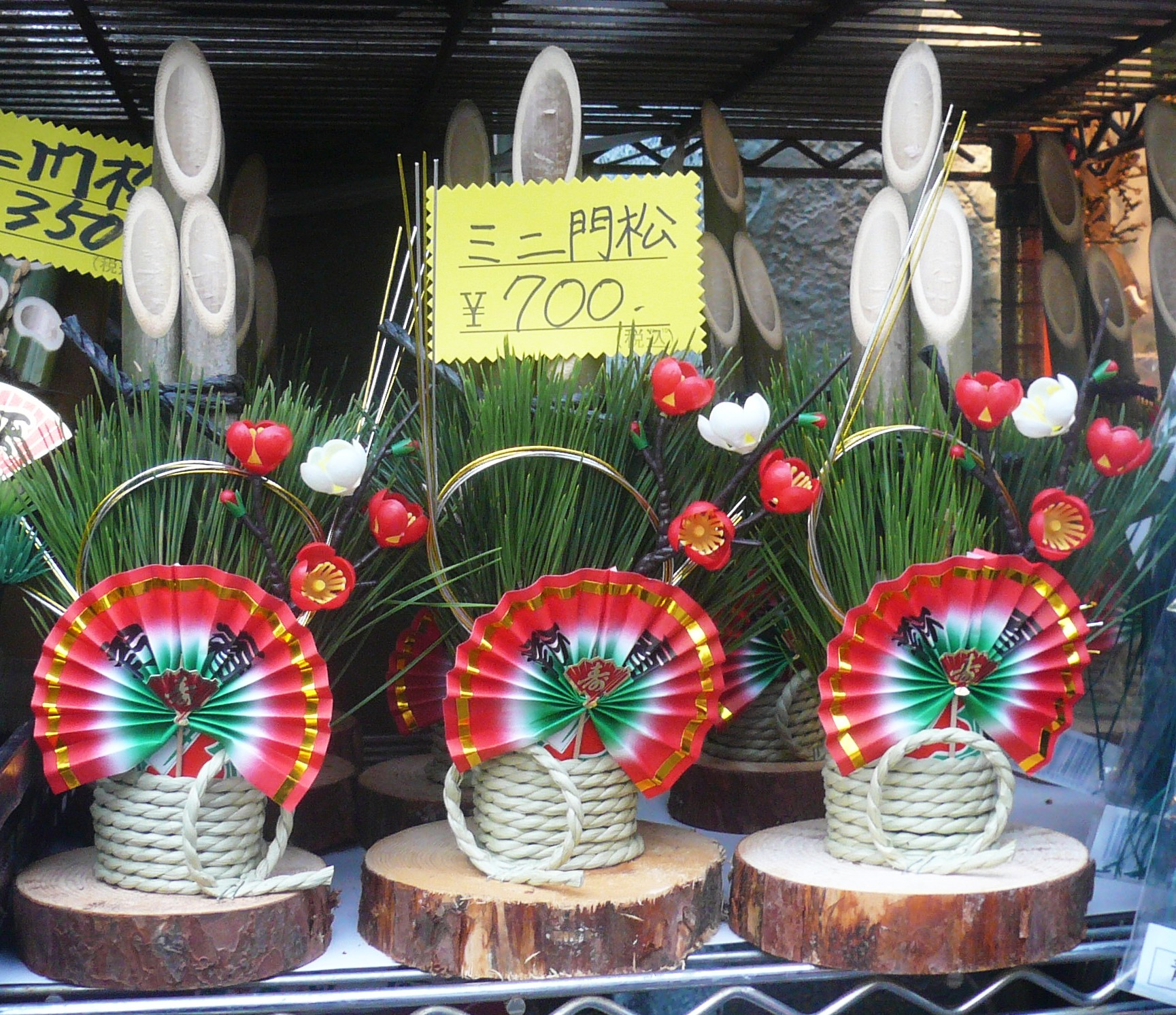
세 개의 작은 카도마츠
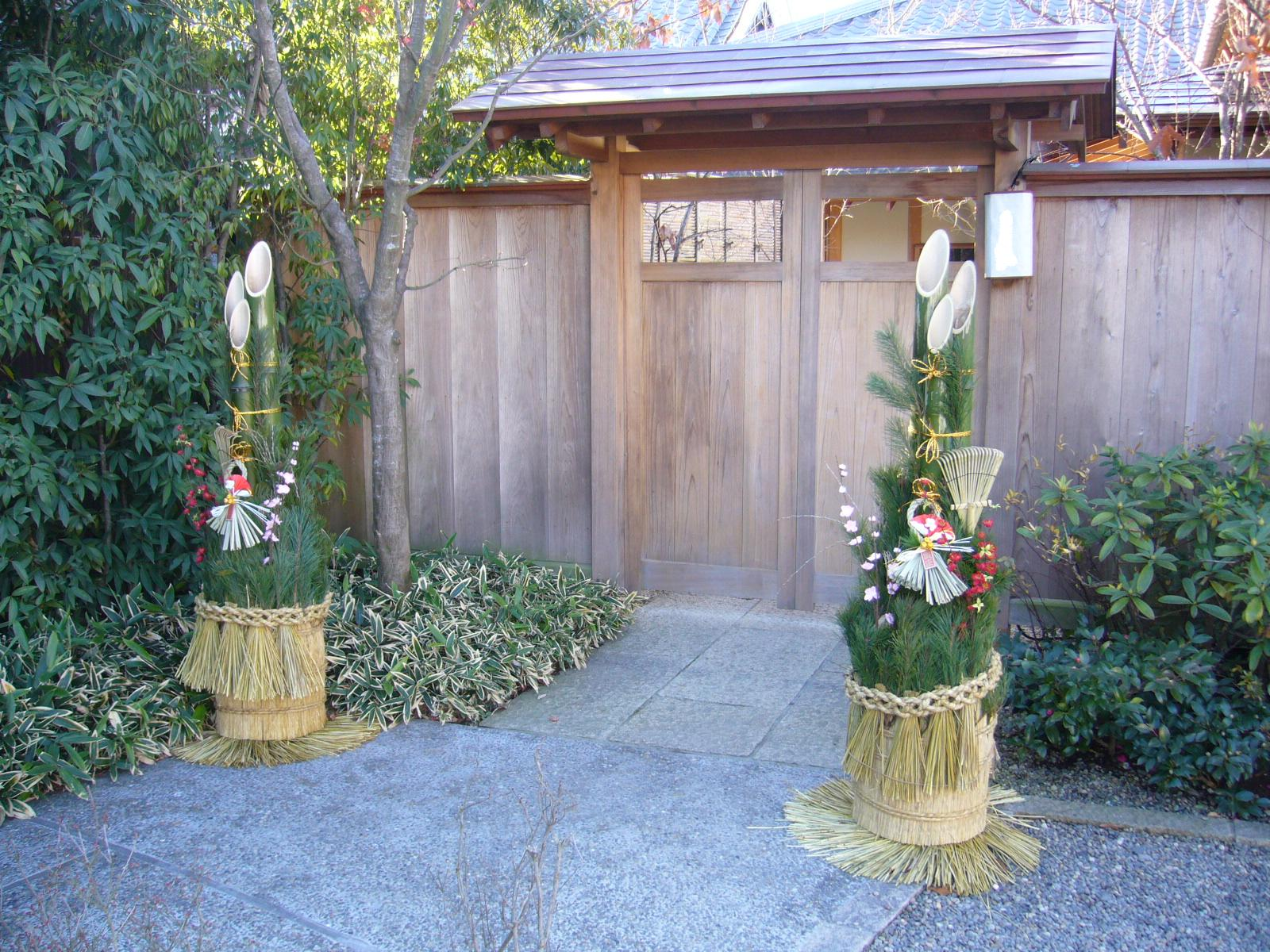
카도마츠
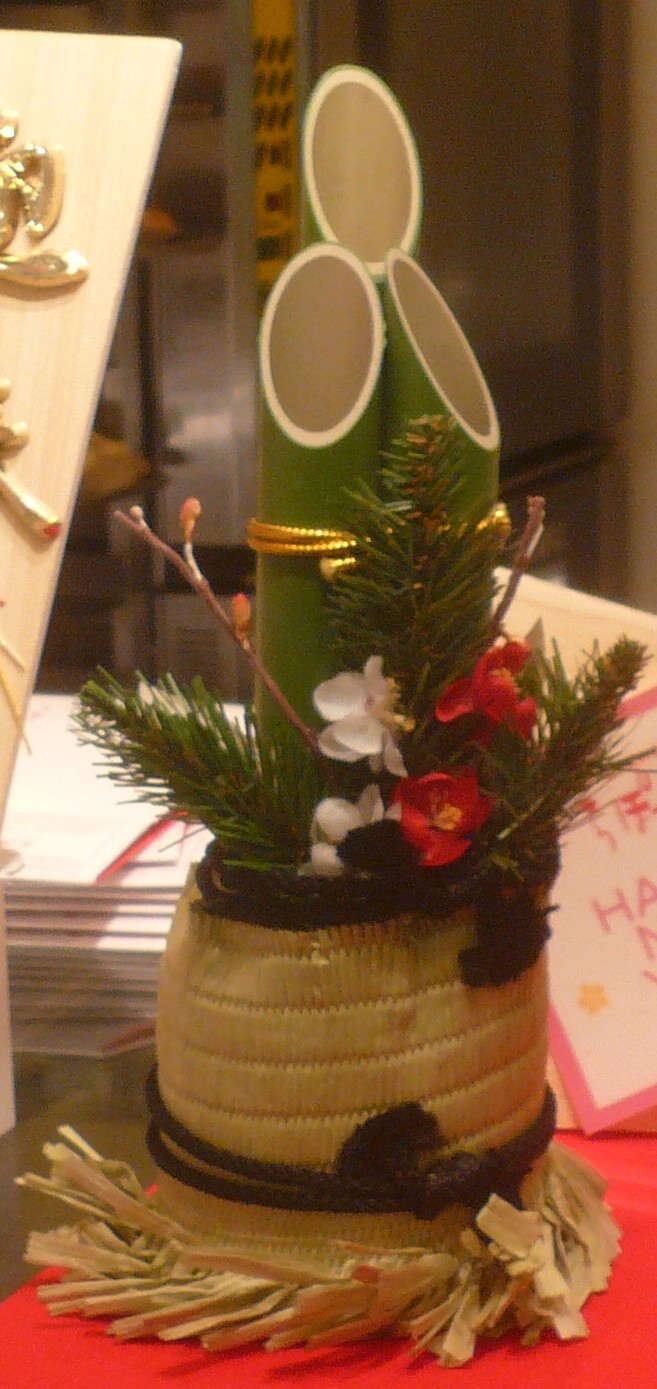
가게의 작은 카도마츠
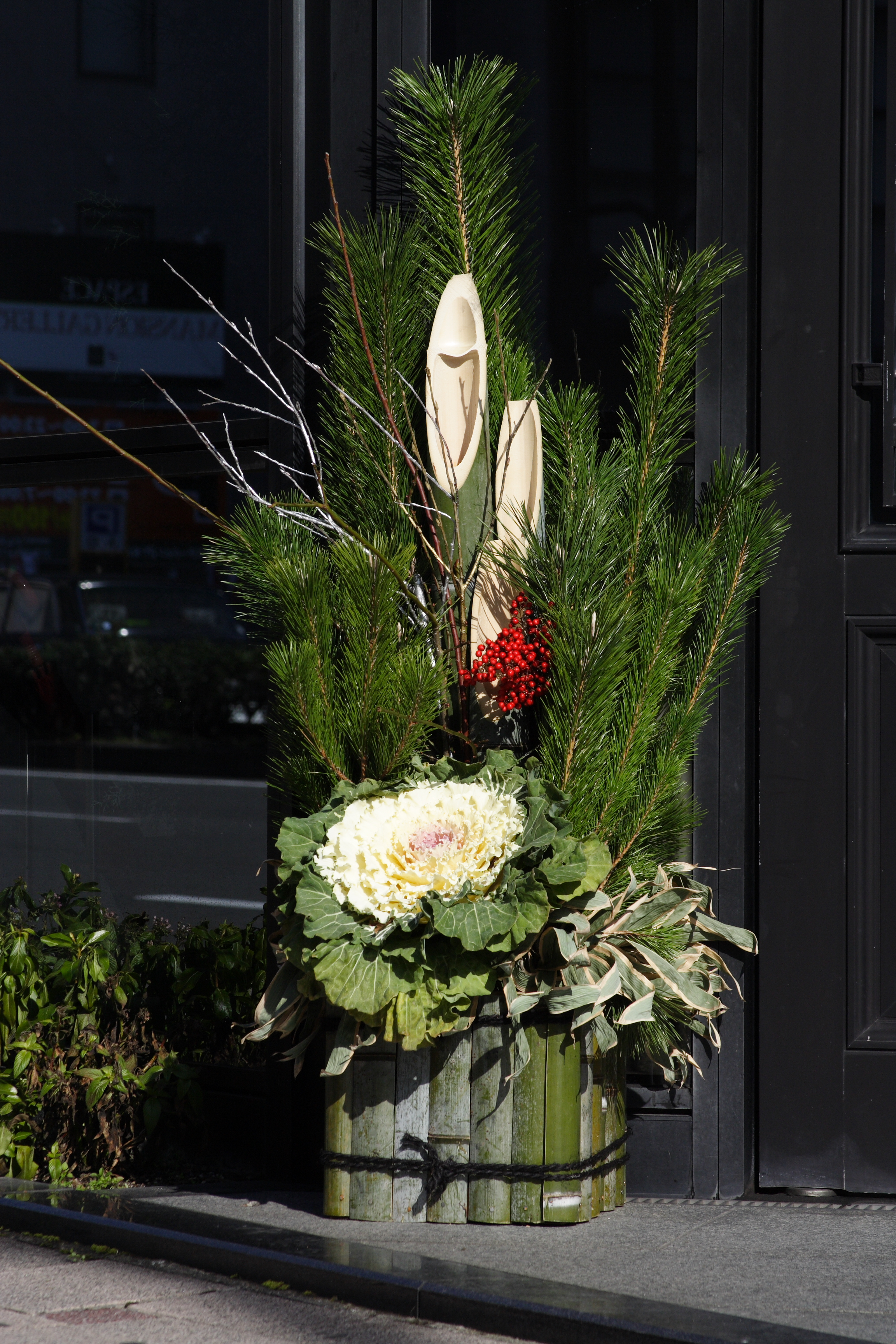
교토식 카도마츠
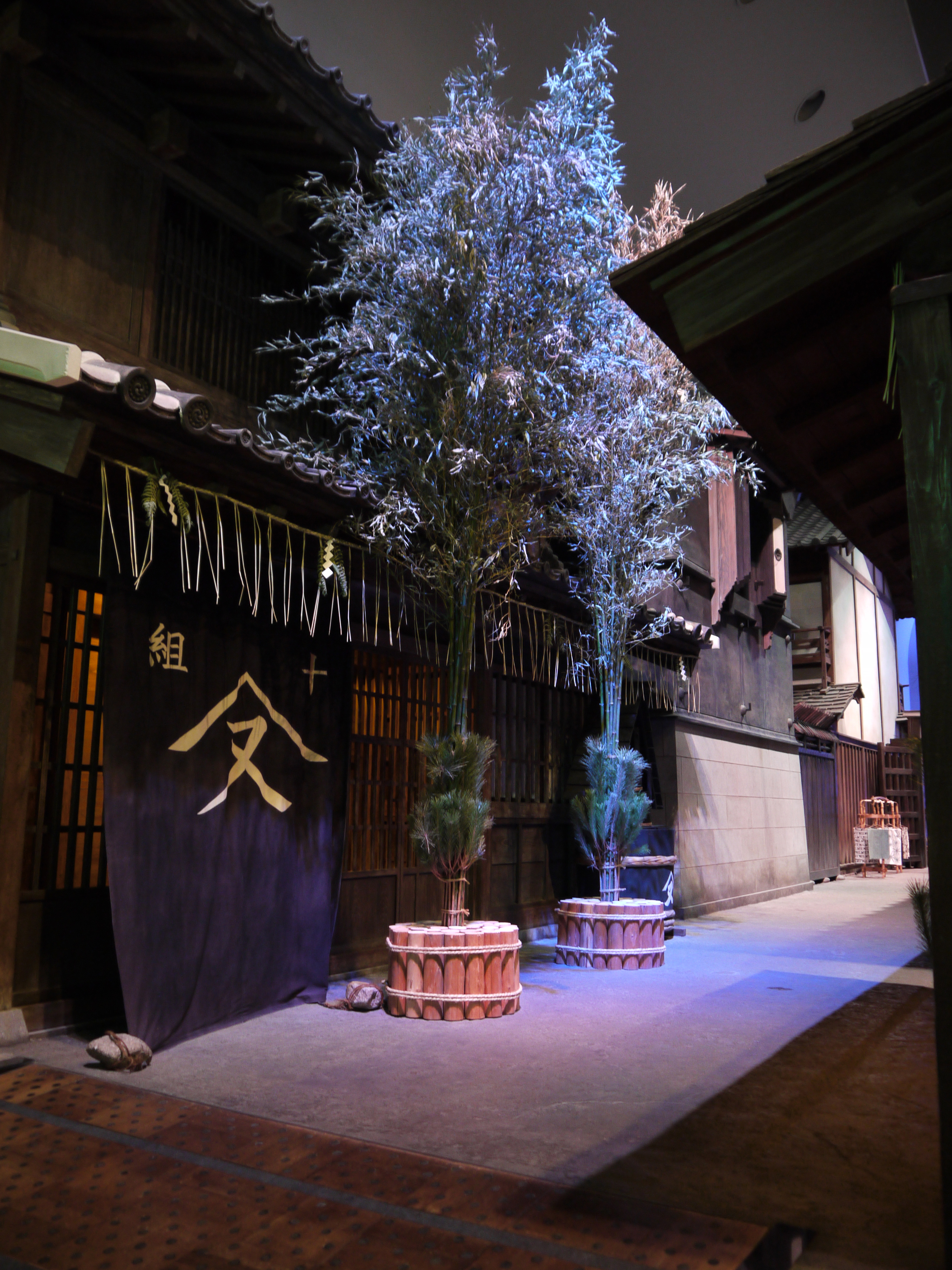
에도 시대 양식으로 된 카도마츠
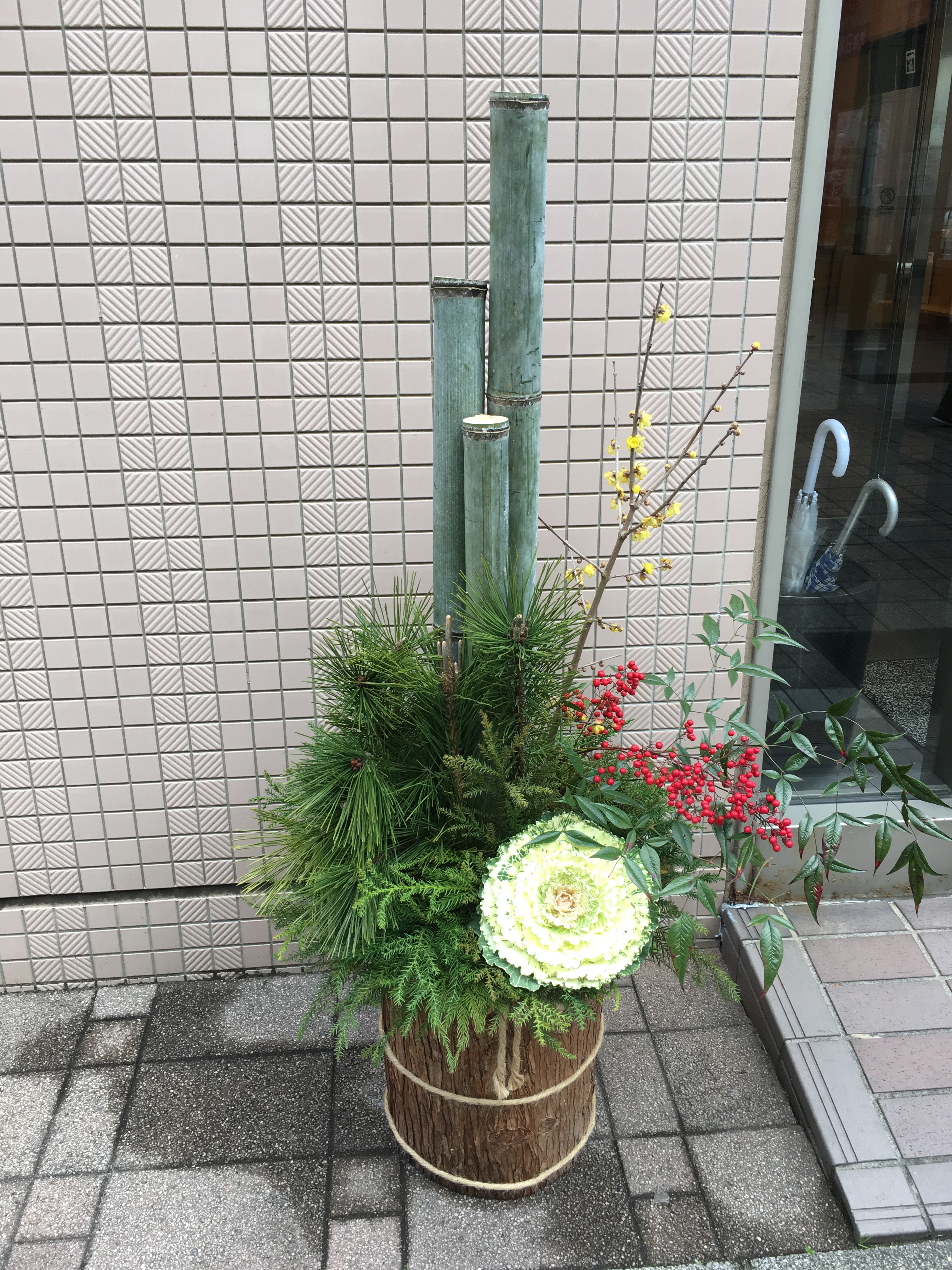
시마네현의 카도마츠
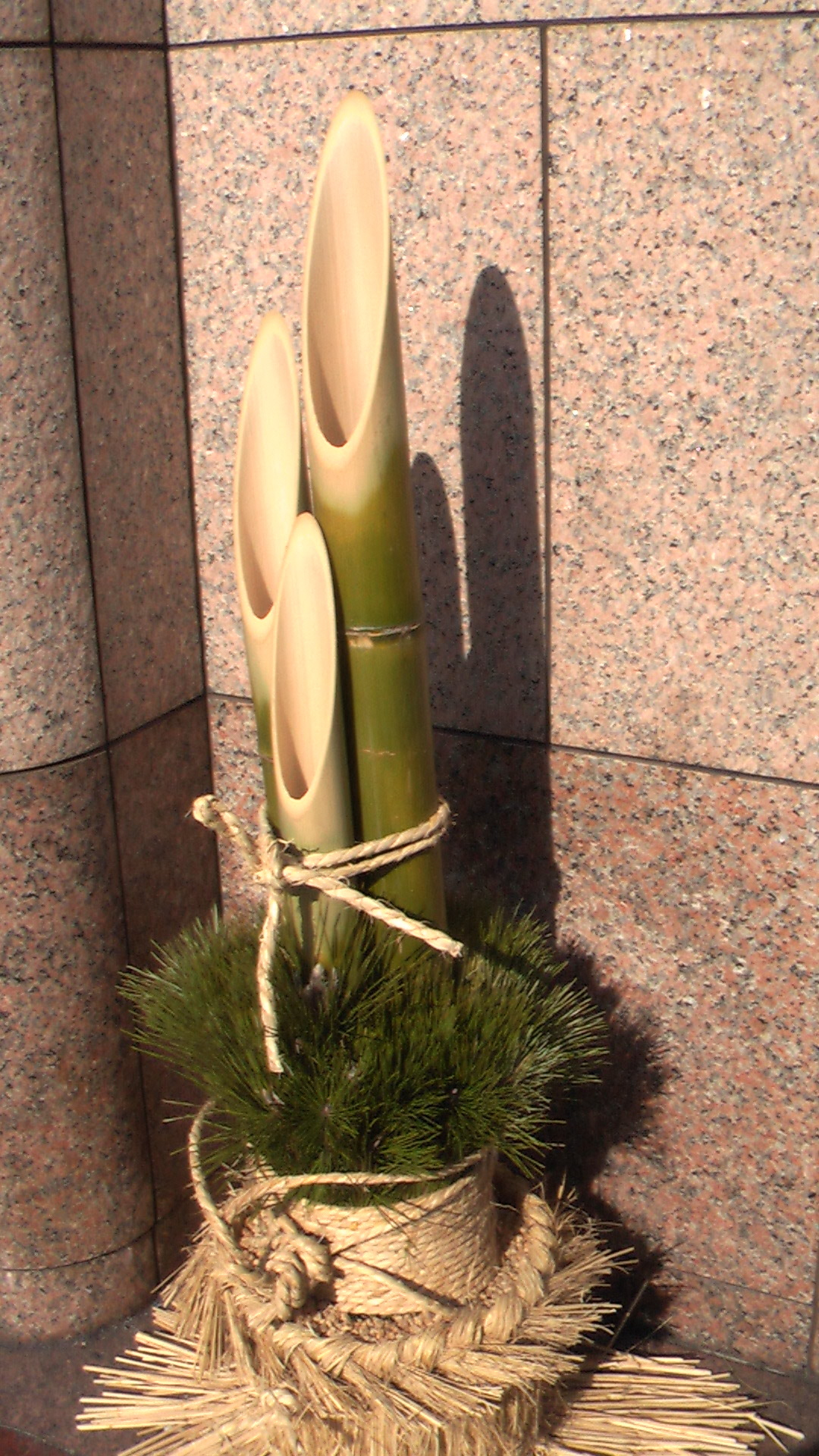
가마쿠라시의 카도마츠

## 같이 보기
- 크리스마스 트리
- 겨우살이류